# Reichsstift

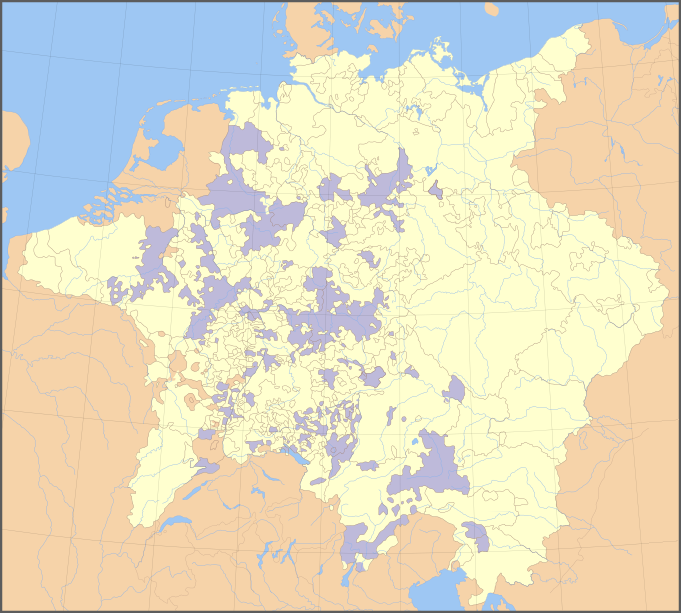
Das Heilige Römische Reich am Ende des Dreißigjährigen Krieges 1648. Die unter geistlicher Herrschaft stehenden Gebiete sind violett gefärbt.

Als Reichsstift bezeichnete man im Heiligen Römischen Reich ein reichsunmittelbares Gebiet mit geistlicher Obrigkeit (geistliche Territorien).
Als Oberbegriff umfasst „Reichsstift“ die seit der Frühen Neuzeit mit eigener Virilstimme ausgestatteten Erz- und Hochstifte, die von Fürstbischöfen regiert wurden. Dazu die von Fürstpröpsten regierten Gebiete der Fürstpropsteien und die von Fürstäbten regierten Fürstabteien sowie die lediglich als Teil einer Kuriatstimme im Reichsfürstenrat vertretenen Reichsprälaturen, den Reichsabteien und ‑propsteien.

## Erz- und Hochstifte 1792
| - Kurfürstentum Köln - Kurfürstentum Mainz - Kurfürstentum Trier - Erzstift Salzburg | - Hochstift Augsburg - Hochstift Bamberg - Hochstift Basel - Hochstift Brixen - Hochstift Chur - Hochstift Corvey (ab 1792) - Hochstift Eichstätt | - Hochstift Freising - Hochstift Fulda (ab 1752) - Hochstift Hildesheim - Hochstift Konstanz - Hochstift Lübeck (als einziges lutherisches Fürstbistum) - Hochstift Lüttich - Hochstift Münster - Hochstift Osnabrück | - Hochstift Paderborn - Hochstift Passau - Hochstift Regensburg - Hochstift Speyer - Hochstift Straßburg - Hochstift Trient - Hochstift Worms - Hochstift Würzburg |

## Zum Fürstentum erhobene Stifte

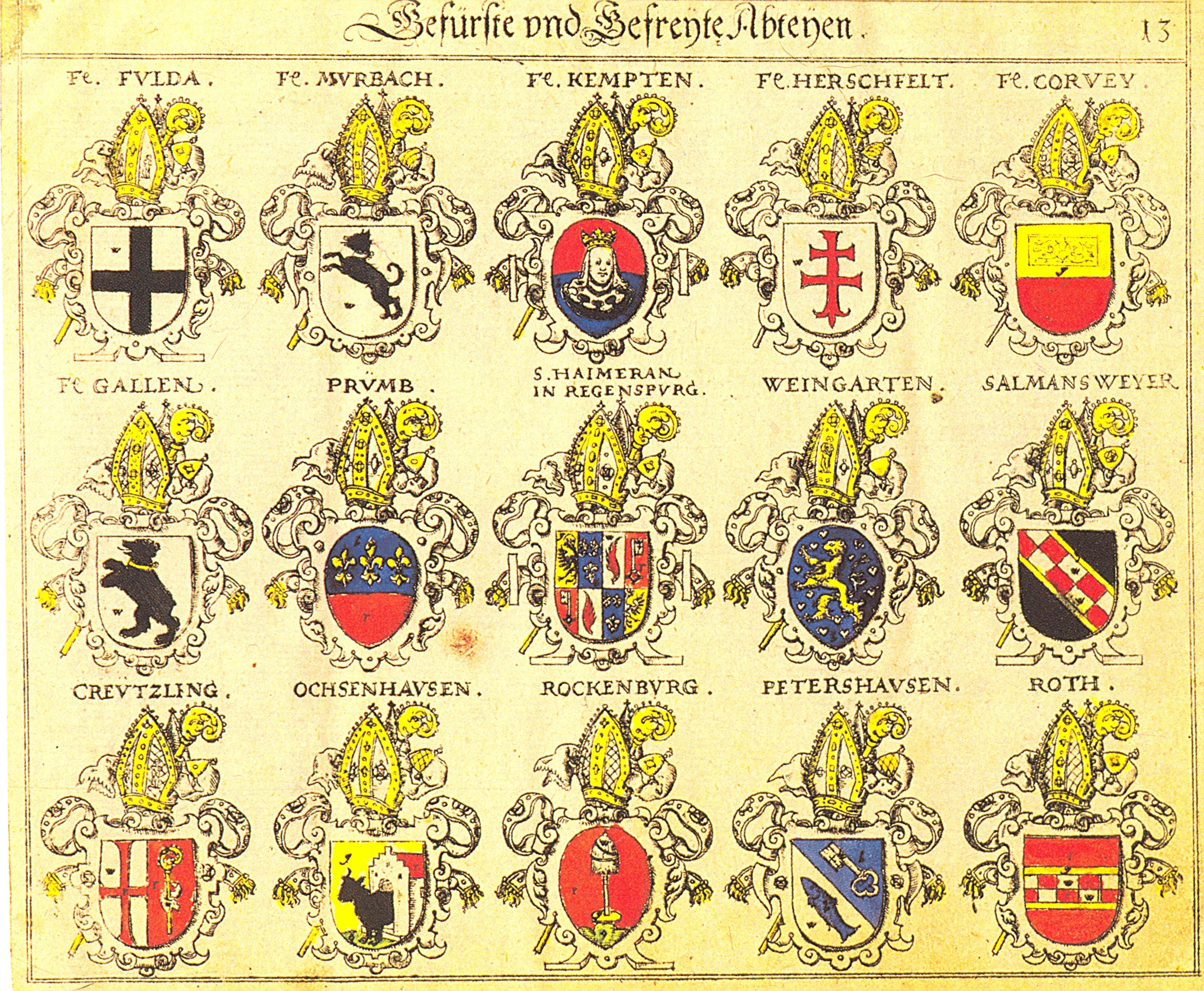
Gefürstete und Gefreite Abteien im Heiligen Römischen Reich (Kolorierter Druck aus Siebmachers Wappenbuch von 1605)

| - Fürstpropstei Berchtesgaden - Fürstpropstei Ellwangen - Fürstabtei Hersfeld - Fürstpropstei Weißenburg - Fürstabtei Kempten - Fürstabtei Prüm - Fürstabtei Murbach - Fürstabtei Stablo-Malmedy - Reichsabtei Burtscheid - Reichsabtei Echternach - Reichsabtei Gutenzell - Reichsabtei Niedermünster - Reichsabtei Ochsenhausen - Reichsabtei Kornelimünster - Reichsabtei Rot an der Rot - Reichsabtei Salem - Reichskartause Buxheim u. s. w. |